# If You Have Ghost
If You Have Ghost är det svenska hårdrocksbandet Ghosts första EP, utgiven den 20 november 2013. EP:n innehåller fyra covers samt en liveversion av bandets egen låt "Secular Haze", inspelad på Music Hall of Williamsburg i New York den 28 juli 2013.
If You Have Ghost spelades in i Foo Fighters Studio 606 i Northridge, Kalifornien.

## Låtlista
| 1.           | If You Have Ghosts (Roky Erickson-cover)   |                                                    | 3:32  |
| 2.           | I'm a Marionette (Abba-cover)              | Benny Andersson & Björn Ulvaeus                    | 4:50  |
| 3.           | Crucified (Army of Lovers-cover)           | Alexander Bard, Anders Wollbeck, Jean-Pierre Barda | 5:13  |
| 4.           | Waiting for the Night (Depeche Mode-cover) | Martin Gore                                        | 5:38  |
| 5.           | Secular Haze                               | A Ghoul Writer                                     | 5:28  |
| Total längd: | Total längd:                               | Total längd:                                       | 24:41 |

## Medverkande
- Papa Emeritus I – sång
- Nameless Ghouls – sologitarr , elbas , keyboard , trummor , kompgitarr

Gästmusiker
- Dave Grohl – kompgitarr på "If You Have Ghosts", trummor och percussion på "I'm a Marionette" och "Waiting for the Night"
- Derek Silverman – orgel på "If You Have Ghosts" och "Waiting for the Night", piano på "Crucified"
- Jessy Greene – violin och cello på "If You Have Ghosts"